# Теорія аргументованої дії
Теорія аргументованої дії (ТАД) — це соціологічна теорія, розроблена Айзеком Айчкеном та Пітером Блеком у 1960-х роках, яка висвітлює механізми формування і зміни особистісних поглядів та поведінки. Ця теорія надає важливі інсайти щодо того, як люди приймають рішення та діють в різних ситуаціях. У цій статті ми[хто?] детально розглянемо ключові принципи та застосування ТАД в сучасному світі.

## Формула

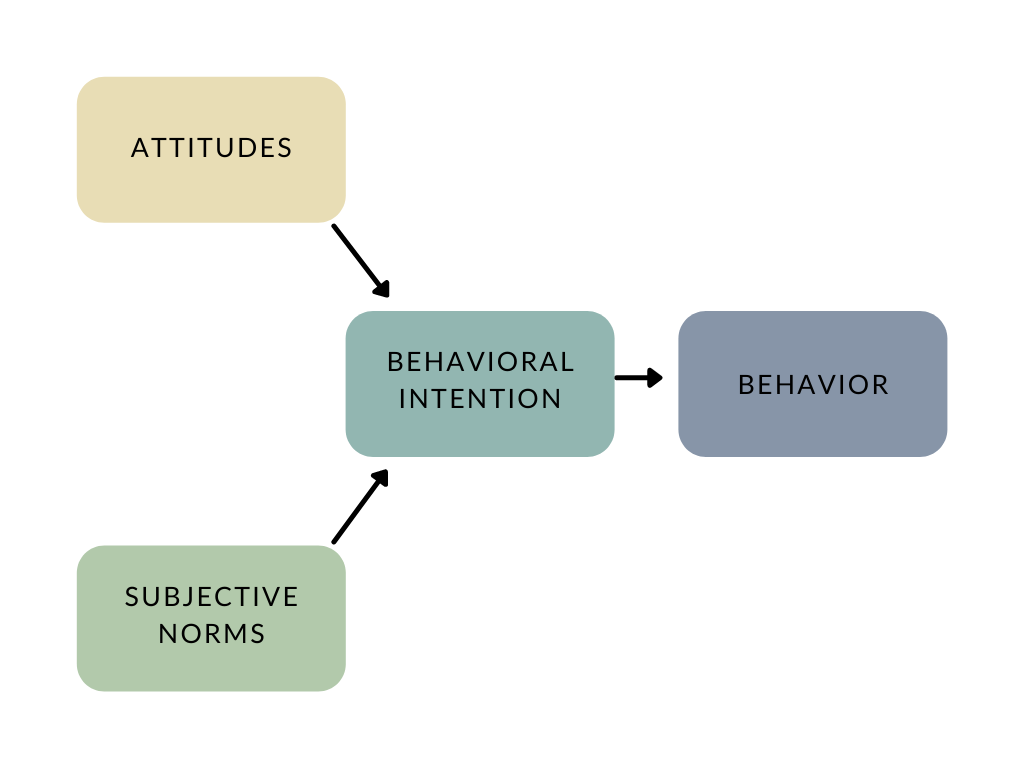
Установки + Суб'єктивні норми = поведінкові наміри → поведінка

У спрощеній формі, ТАД, може бути записаний як наступне рівняння:
{\displaystyle BI{=}(AB)W_{1}+(SN)W_{2}\,\!}
в якому:
- BI = поведінкові наміри
- (AB) = чиєсь ставлення до поведінки
- W = емпірично отримана вага
- SN = чиясь суб'єктивна оцінка поведінки

## Принципи
1. Установи та норми: ТАД стверджує, що особисті установи та норми соціально прийнятої поведінки впливають на прийняття рішень та вчинення дій.
2. Соціальна ситуація: Поведінка людини залежить від характеристик ситуації, в якій вона опиняється, та сприйняття цієї ситуації.
3. Розуміння послідовності дії: ТАД показує, що люди зазвичай використовують раціональні аргументи та логіку для обґрунтування своїх дій.
4. Соціальні норми та зовнішній тиск: ТАД враховує вплив соціальних норм та зовнішнього тиску на прийняття рішень та поведінку.

## Застосування
1. Маркетинг та реклама: Компанії використовують принципи ТАД для розробки ефективних рекламних кампаній, які мотивують споживачів придбати їхні товари та послуги.
2. Соціальні кампанії: Організації, які працюють у сфері громадського здоров'я, оточення та прав людини, можуть використовувати ТАД для пояснення важливості певних практик та зміну ставлення громадськості до них.
3. Політична комунікація: Політичні кампанії використовують концепції ТАД для впливу на голосування та підтримку певних політичних партій або кандидатів.
4. Освітні програми: Викладачі та освітні установи можуть використовувати ТАД для розробки програм, які мотивують студентів до активного навчання та досягнення академічних цілей.

Теорія аргументованої дії є важливим інструментом для розуміння та пояснення поведінки людей у різних сферах життя. Застосування цієї теорії в сучасному світі відкриває нові можливості для розвитку маркетингу, соціальних кампаній, політичної комунікації та освіти, сприяючи покращенню суспільства та зміні поведінки на краще.